# Verwaltungsgemeinschaft Unteres Geiseltal
In der Verwaltungsgemeinschaft Unteres Geiseltal waren im sachsen-anhaltischen Landkreis Merseburg-Querfurt die Gemeinden Frankleben, Großkayna und Roßbach sowie die Stadt Braunsbedra zusammengeschlossen. Am 1. Januar 2004 wurde sie aufgelöst, indem die Mitgliedsgemeinden in die Stadt Braunsbedra, die zur Einheitsgemeinde wurde, eingemeindet wurden.